# Rabensburg
Rabensburg (Havraní hrad, česky Ranšpurk, zastarale Havranohrad) je městys v okrese Mistelbach v Dolním Rakousku. Žije zde přibližně 1 100 obyvatel.

## Geografie
Rabensburg leží ve Weinviertelu (Vinná čtvrť) v severovýchodním cípu u Dyjském trojúhelníku v Dolním Rakousku. Výměra katastru obce dosahuje 20,08 km2, z toho 4,23 % plochy je zalesněna. K Rabensburgu nepatří žádné další katastrální území.

## Historie
Rakouské místo má dějiny proměnlivé stejně jaké jsou u celé země. Rabensburg a jeho okolí bylo pradávným sídlištěm s nekonečnými lesy a velkým bohatstvím ryb v řece Dyji (něm. Thaya). Předpokládá se, že již počátkem 12. století vzniklo toto sídliště. Ve 13. století první písemná zmínka o tomto místu. V roce 1633 Maximilian z Liechtensteinu staví hrad. Hluboký vodní příkop obklopoval hrad kruhovitě. Na počátku 18. století území podél řeky Moravy (něm. March) a Dyje trpělo obzvláště častými přepady uherských Kuruců. Uprostřed 18. století, z důvodů válečných zmatků, obyvatelstvo Ranšpurku se rozrůstalo. Na počátku 19. století se obyvatelstvo Ranšpurku dožilo velkého hospodářského rozvoje a vzkvétající obce. Roku 1837 se začalo budování Severní Ferdinandovy dráhy (něm. Kaiser Ferdinand Nordbahn). Stavba dráhy přinesla pro mnoho Ranšpurských novou obživu; stali se z nich železničáři. V roce 1868 byl v Ranšpourku zřízen poštovní úřad a škola byla rozšířena na pětitřídní. V roce 1890 založen Sbor dobrovolných hasičů (něm: Feuerwehr). Roku 1896 zřízeno telegrafní spojení. Roku 1898 koupila obec dům sousedící se školou a umístila zde V roce 1908 se začalo s dlážděním rolnických ulic, dokončena byla 1919. V roce 1918 zřízena v Ranšpurku četnická stanice. Rozhodnutím z 28. srpna 1920 byla řeka Dyje určena státní hranicí. Upřesnění hranice bylo provedeno teprve 31. března 1921.

### Zámek

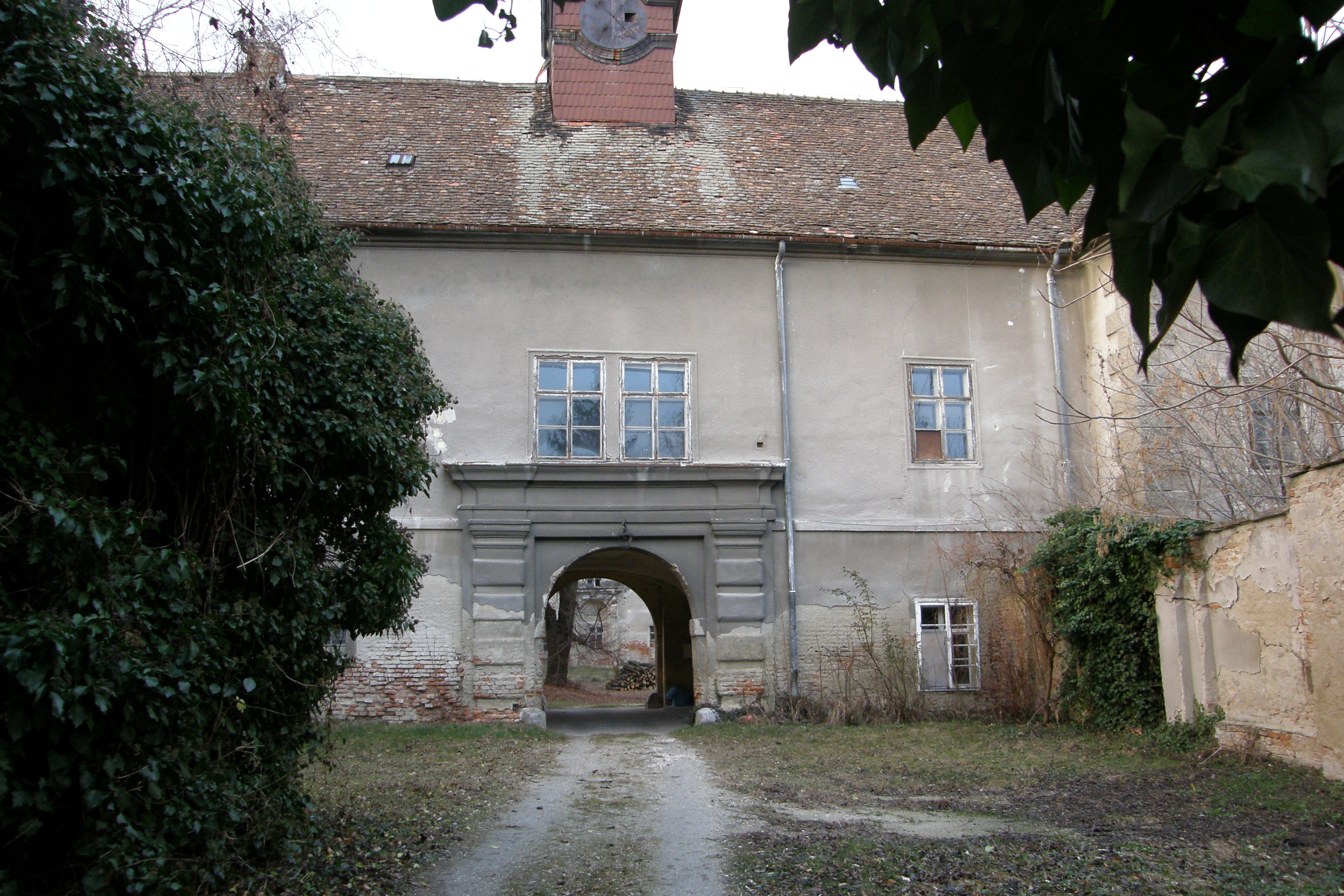
Zámek Rabensburg

Zámek je pro Ranšpurk pozoruhodnou zvláštností. Nejstarší části zámku pocházejí už z 11. století. Původní dřevěný hrad se kolem roku 1200 dočkal první kamenné přestavby. V roce 1385 Jan z Liechtensteinu koupil Ranšpurk a došlo k vzestupu zámku a celého panství. Kvůli poloze panství v příhraničí byla jeho velikost limitována a vrcholu dosáhla v 15. století, kdy obsahovala 25 vesnic. V 16. století postavena druhá pozdně gotická věž se zvláštním pozoruhodným točitým schodištěm.
Cennou pozoruhodností jsou také ve vnitřním nádvoří renesanční arkády táhnoucí se přes tři podlaží. V roce 1633 Maximilian z Liechtensteinu učinil svým bydlištěm tento oblíbený zámek. V roce 1645 byl zámek přepadený Švédy a chtěli se ho zmocnit. Teprve po agresivním odstřelováním se musel vzdát, jinak by hrozilo jeho rozbití. Následovník Maximiliana již v zámku nebydlel a pomaleji chátral. V 18. století sídlil zde vysoký úředník.
Po roce 1848 byla zde zřízena továrna na výrobu parket. Přestavbou bylo mnoho fresek a hodnotných částí stavby zničeno nebo porušeno. Štukový strop ve velkém společenském sále se však nedochoval. Později továrna zanikla a zámek Liechtensteinové odkoupili zpět.

### Kostel

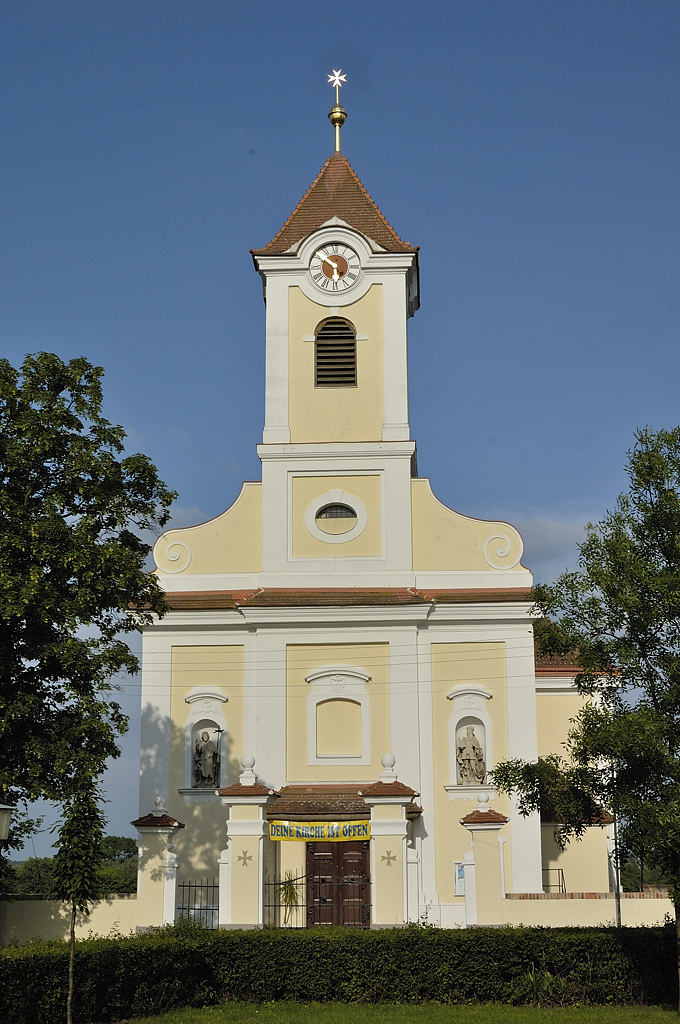
Kostel svaté Heleny

Vznik kostela v Ranšpurku sahá do 12. století; snad byl postaven v románském stavebním slohu a je zasvěcený svaté Heleně. Teprve 1765 byl vystavěný dnešní kostel – s dřevěnou věží a se třemi zvony, který je znovu zasvěcen svaté Heleně. V minulých letech stavba zazářila po několikaleté opravě v novém lesku a 2004 renovován interiér i s oltářem byl znovu vysvěcený.

## Vývoj počtu obyvatel
Podle výsledků sčítání obyvatel měla obec v roce 1971 1503 obyvatel, v roce 1981 1273, v roce 1991 měl městys 1140 obyvatel a v roce 2001 měla obec 1102 obyvatel.